# Championnat international de Formule 3000 2000
Le championnat international de F3000 2000 a été remporté par le Brésilien Bruno Junqueira sur une monoplace de l'écurie Petrobras.

## Pilotes et monoplaces

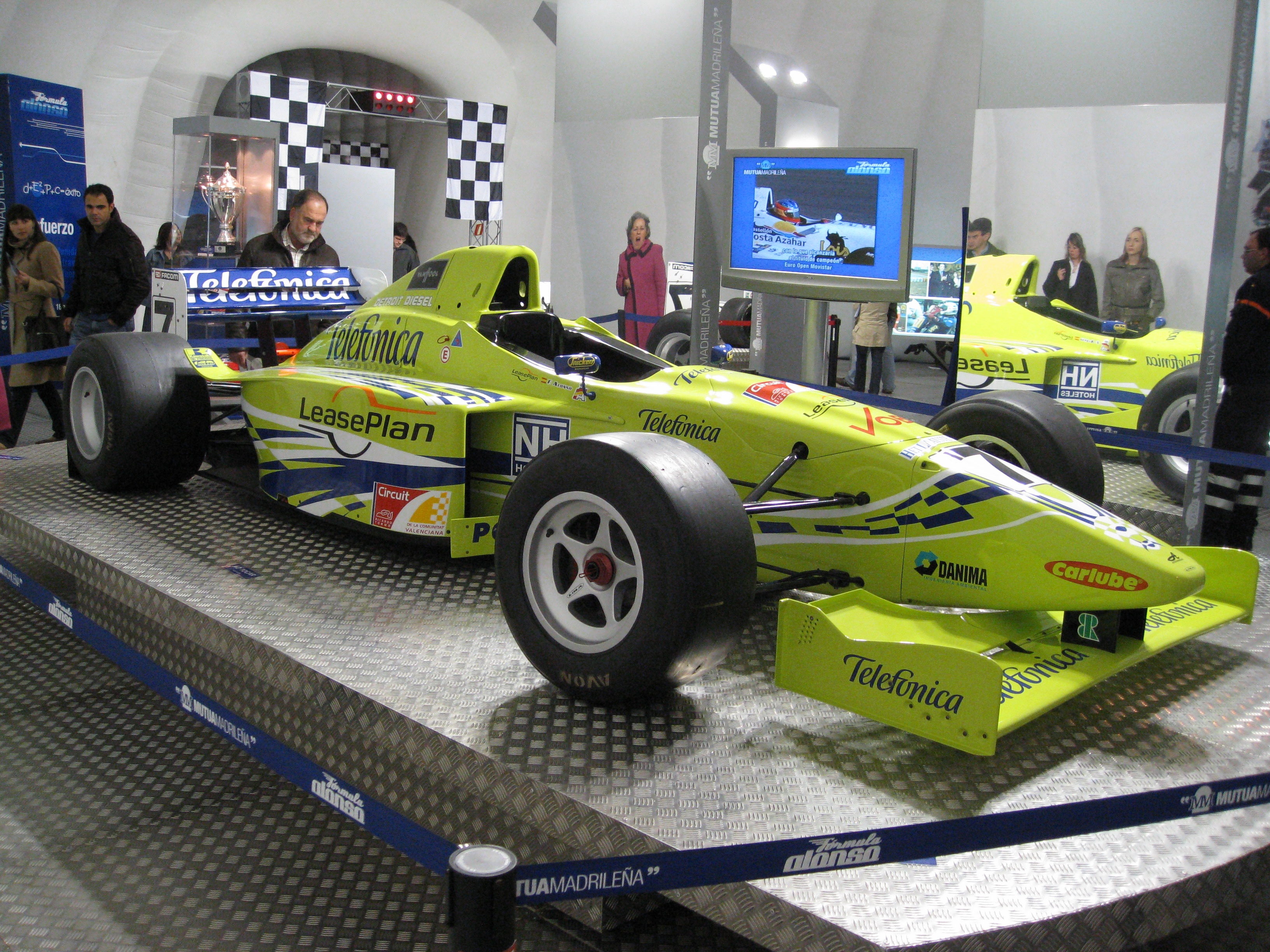
La Lola B99/50 de Fernando Alonso.

| Écurie                     | #  | Pilotes              | Courses   |
| -------------------------- | -- | -------------------- | --------- |
| MySap.com                  | 1  | Stéphane Sarrazin    | 1-6       |
| MySap.com                  | 1  | Tomas Scheckter      | 7-10      |
| MySap.com                  | 2  | Tomáš Enge           | Tous      |
| D2 Playlife Super Nova     | 3  | Nicolas Minassian    | Tous      |
| D2 Playlife Super Nova     | 4  | David Saelens        | Tous      |
| Petrobras Junior Team      | 5  | Jaime Melo           | Tous      |
| Petrobras Junior Team      | 6  | Bruno Junqueira      | Tous      |
| Team Astromega             | 7  | Fernando Alonso      | Tous      |
| Team Astromega             | 8  | Fabrice Walfisch     | 1-6       |
| Team Astromega             | 8  | Marc Goossens        | 7-10      |
| Gauloises Formula          | 9  | André Couto          | Tous      |
| Gauloises Formula          | 10 | Sébastien Bourdais   | Tous      |
| Kid Jensen Racing          | 11 | Andrea Piccini       | Tous      |
| Kid Jensen Racing          | 12 | Bas Leinders         | Tous      |
| Red Bull Junior Team F3000 | 15 | Ricardo Mauricio     | Tous      |
| Red Bull Junior Team F3000 | 16 | Enrique Bernoldi     | Tous      |
| Nordic Racing              | 17 | Kevin McGarrity      | Tous      |
| Nordic Racing              | 18 | Justin Wilson        | Tous      |
| WRT                        | 19 | Hidetoshi Mitsusada  | 1-3       |
| WRT                        | 19 | Marc Hynes           | 4-6       |
| WRT                        | 19 | Dino Morelli         | 7-8       |
| WRT                        | 19 | Soheil Ayari         | 9-10      |
| WRT                        | 20 | Ananda Mikola        | Tous      |
| DAMS                       | 21 | Franck Montagny      | Tous      |
| DAMS                       | 22 | Kristian Kolby       | Tous      |
| Arden Team Russia          | 23 | Darren Manning       | Tous      |
| Arden Team Russia          | 24 | Viktor Maslov        | Tous      |
| European Arrows F3000      | 25 | Mark Webber          | Tous      |
| European Arrows F3000      | 26 | Christijan Albers    | Tous      |
| Witmeur KTR                | 27 | Jeffrey van Hooydonk | Tous      |
| Witmeur KTR                | 28 | Yves Olivier         | Tous      |
| Fortec Motorsport          | 29 | Mario Haberfeld      | 1-3, 6-10 |
| Fortec Motorsport          | 29 | Jamie Davies         | 4-5       |
| Fortec Motorsport          | 30 | Jamie Davies         | 10        |
| Fortec Motorsport          | 30 | Andreas Scheld       | 1-9       |
| Coloni F3000               | 31 | Soheil Ayari         | 1-7       |
| Coloni F3000               | 31 | Fabrice Walfisch     | 9-10      |
| Coloni F3000               | 32 | Fabrizio Gollin      | Tous      |

## Règlement sportif
- L'attribution des points s'effectue selon le barème 10,6,4,3,2,1.

## Courses de la saison 2000
| Date        | Lieu              | Vainqueur         | Nationalité        | Equipe     |
| 8 avril     | Imola             | Nicolas Minassian | France             | Super Nova |
| 22 avril    | Silverstone       | Mark Webber       | Australie          | European   |
| 5 mai       | Barcelone         | Bruno Junqueira   | Brésil             | Petrobras  |
| 20 mai      | Nurburgring       | Bruno Junqueira   | Brésil             | Petrobras  |
| 3 juin      | Monaco            | Bruno Junqueira   | Brésil             | Petrobras  |
| 1er juillet | Magny-Cours       | Nicolas Minassian | France             | Super Nova |
| 15 juillet  | Spielberg         | Nicolas Minassian | France             | Super Nova |
| 29 juillet  | Hockenheim        | Tomáš Enge        | République tchèque | McLaren Jr |
| 12 août     | Budapest          | Bruno Junqueira   | Brésil             | Petrobras  |
| 26 août     | Spa-Francorchamps | Fernando Alonso   | Espagne            | Astromega  |

## Classement des pilotes
| Classement | Pilote               | Pays               | Equipe            | Nombre de points |
| ---------- | -------------------- | ------------------ | ----------------- | ---------------- |
| 1er        | Bruno Junqueira      | Brésil             | Petrobras         | 48               |
| 2e         | Nicolas Minassian    | France             | Super Nova        | 45               |
| 3e         | Mark Webber          | Australie          | European          | 22               |
| 4e         | Fernando Alonso      | Espagne            | Astromega         | 17               |
| 5e         | Justin Wilson        | Royaume-Uni        | Nordic            | 16               |
| 6e         | Tomáš Enge           | République tchèque | McLaren Jr        | 15               |
| 7e         | David Saelens        | Belgique           | Super Nova        | 15               |
| 8e         | Darren Manning       | Royaume-Uni        | Arden             | 10               |
| 9e         | Sébastien Bourdais   | France             | Gauloises Formula | 9                |
| 10e        | Fabrizio Gollin      | Italie             | Coloni            | 7                |
| 11e        | Jamie Davies         | Royaume-Uni        | Fortec            | 6                |
| 11e        | Tomas Scheckter      | Afrique du Sud     | McLaren Jr        | 6                |
| 11e        | Marc Goossens        | Belgique           | Astromega         | 6                |
| 14e        | Jaime Melo           | Brésil             | Petrobras         | 6                |
| 15e        | Franck Montagny      | France             | DAMS              | 5                |
| 15e        | Enrique Bernoldi     | Brésil             | Red Bull Jr       | 5                |
| 17e        | André Couto          | Portugal           | Gauloises Formula | 4                |
| 17e        | Ricardo Maurico      | Brésil             | Red Bull Jr       | 4                |
| 19e        | Jeffrey van Hooydonk | Belgique           | KTR               | 3                |
| 19e        | Kevin McGarrity      | Irlande            | Nordic            | 3                |
| 19e        | Andrea Piccini       | Italie             | Kid Jensen        | 3                |
| 22e        | Stéphane Sarrazin    | France             | McLaren Jr        | 3                |
| 23e        | Kristian Kolby       | Danemark           | DAMS              | 2                |
| 24e        | Soheil Ayari         | France             | Coloni            | 1                |